# Ectoedemia maculata
Ectoedemia maculata là một loài bướm đêm thuộc họ Nepticulidae. Nó được miêu tả bởi Puplesis năm 1987. Nó được tìm thấy ở vùng Viễn Đông Nga.